# Lior Narkis
Lior Narkis é um cantor israelense do gênero mediterrâneo. Participou no Festival Eurovisão da Canção em Istambul em 2003, cantando Words for Love.